# Mathieu de Bourbon

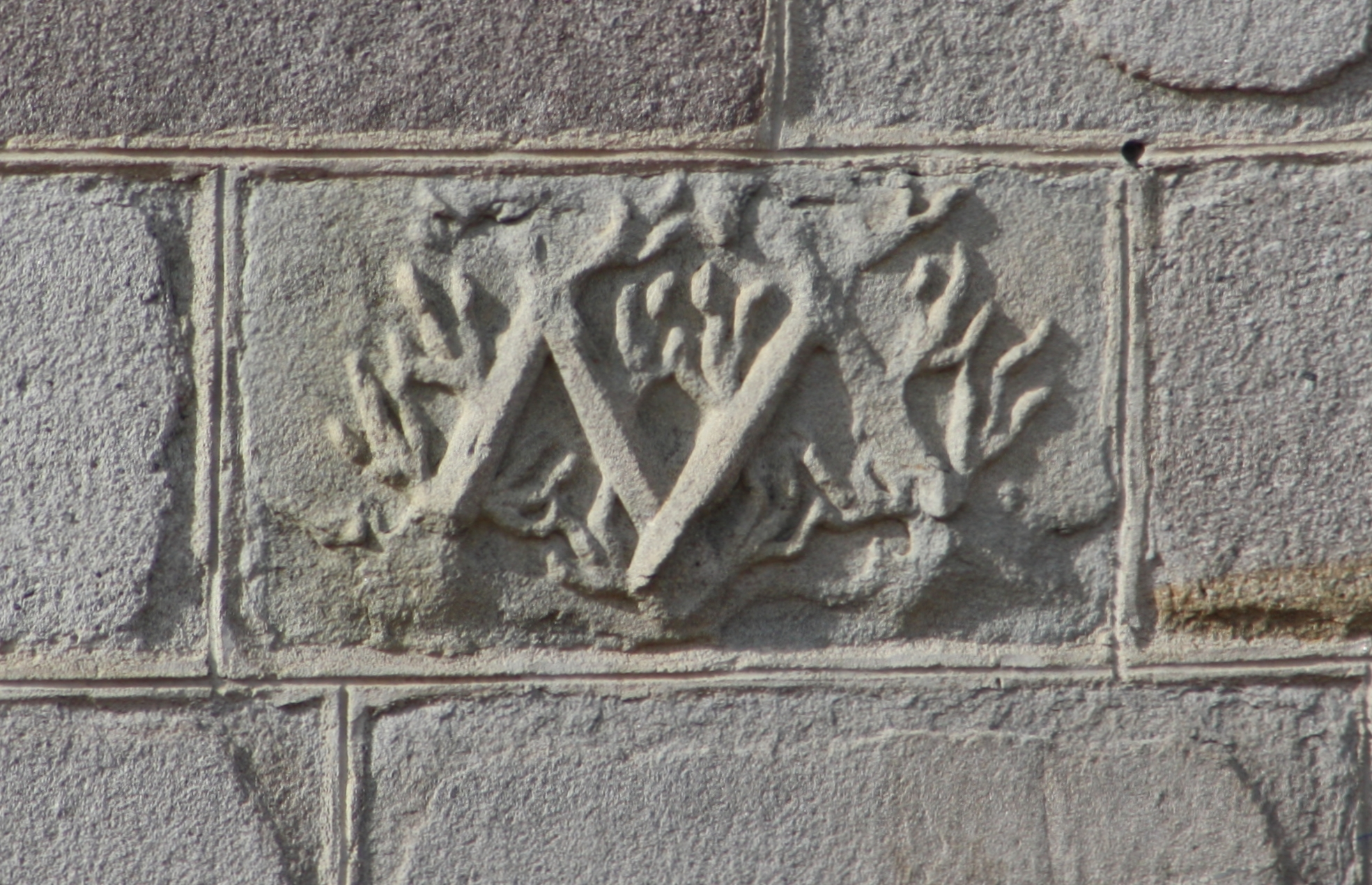
Monogramm von Mathieu de Bourbon an der Fassade des Nordflügels des Schlosses Bouthéon

Mathieu bâtard de Bourbon, genannt le Grand Bâtard de Bourbon (* wohl um 1462 im Forez; † 19. März 1504 auf Château de Chambéon-en-Forez) war ein französischer Militär vom Ende des Mittelalters und dem Beginn der Renaissance, der unter den Königen Karl VIII. und Ludwig XII. diente und deren Kammerherr er wurde.

## Leben
Mathieu bâtard de Bourbon war der außereheliche Sohn von Jean II. de Bourbon, 6. Duc de Bourbon, und Marguerite de Brunant. Er verbrachte seine Kindheit im Château de Bouthéon, das sein Vater 1462 für seinen Sohn und dessen Mutter gekauft hatte.
Am 20. Juli 1486 gab Jean de Bourbon ihm die Herrschaft Bouthéon, im Oktober 1486 die Herrschaft Roche-en-Régnier, die er zur Baronie erhob. 1490, nach dem Tod seines Onkels Pierre bâtard de Bourbon, erhielt er dessen Herrschaft Bois-d’Oingt. Das Schloss Bouthéon, das sein gewöhnlicher Aufenthalt war, wurde von ihm neu gebaut.
1486 ernannte Jean de Bourbon ihn zum Lieutenant-général einer Ordonnanzkompanie Später wurde er Kapitän einer königlichen Ordonnanzkompanie.
Um 1486 wurde er Kapitän und Kastellan von Cervières, 1492 von Bourbon-l’Archambault. Er wurde 1493 Admiral von Guyenne, am 16. Juni 1498 Gouverneur von Guyenne, zudem war er (wohl ab 1498) Gouverneur von Picardie, Marschall und Seneschall des Bourbonnais. 1503 war er Kapitän des von seinem Vater erbauten Château Trompette in Bordeaux mit einem Gehalt von 100 Livres.
Er kämpfte in der Guerre folle (1485–1488), vor allem 1487 in der Schlacht von Bethune unter Marschall Philippe de Crèvecœur, Seigneur d’Esquerdes, im Jahr darauf in der Schlacht von Saint-Aubin-du-Cormier (28. Juli 1488), mit der die Guerre folle beendet wurde.
Beim neapolitanischen Feldzug Karls VIII. von 1494 war er einer der acht Offiziere, die den König als von ihm ausgestatteten Neun Helden begleiteten, wobei Mathieu de Bourbon im Rang nach dem König die zweite Stelle einnahm. Am 6. Juli 1495 fiel er in der Schlacht bei Fornovo in Gefangenschaft der Truppen der Heiligen Liga unter Francesco II. Gonzaga. Für seine Freilassung brauchte es die Hilfe seines Onkels Herzog Pierre II. de Bourbon und seines Vetters Gilbert de Bourbon-Montpensier, des Schwagers Gonzagas. Mathieu kehrte Ende 1495 nach Frankreich zurück.
Unter Ludwig XII. nahm Mathieu de Bourbon am Zweiten Italienkrieg teil. Er gehörte zum Gefolge, als der König am 6. Oktober 1499 in Mailand einzog. 1503 gehörte er zu den Testamentsvollstreckern seines Onkels, der Herzogs Peter II. von Bourbon; seine Tante Anne de Beaujeu, die Witwe Peters, ernannte ihn im gleichen Jahr zum Marschall und Seneschall des Bourbonnais.
Mathieu de Bourbon starb am 19. März 1504 auf Château de Chambéon-en-Forez und wurde in der Stiftskirche Notre-Dame d’Espérance in Montbrison bestattet. Er blieb unverheiratet und ohne Nachkommen.